# Comitatul Carroll, Arkansas
Comitatul Carroll (în engleză Carroll County) este un comitat din statul Arkansas, Statele Unite ale Americii. Conform recensământului din 2020, populația era de 28.260 de locuitori. Comitatul are două sedii de comitat, Berryville și Eureka Springs. Comitatul Carroll este al 26-lea comitat din Arkansas, format la 1 noiembrie 1833 și numit după Charles Carroll, ultimul semnatar în viață al Declarației de Independență a Statelor Unite ale Americii.

## Demografie
|  | Graficele sunt indisponibile din cauza unor probleme tehnice. Mai multe informații se găsesc la Phabricator și la wiki-ul MediaWiki. |

Date: Wikidata - grafică realizată de Wikipedia
1. ↑  „Explore Census Data”. data.census.gov. Accesat în 23 mai 2023.
2. ↑  „How much do you know about your county?” (în engleză). County Explorer. Accesat în 23 mai 2023.
3. ↑  Gannett, Henry (1905), The origin of certain place names in the United States, unknown library, Washington, Govt. Print. Off., accesat în 23 mai 2023